# Cyrtandra gimlettei
Cyrtandra gimlettei är en tvåhjärtbladig växtart som beskrevs av Ridley. Cyrtandra gimlettei ingår i släktet Cyrtandra och familjen Gesneriaceae. Inga underarter finns listade i Catalogue of Life.